# 真命天子 (羅志祥歌曲)
〈真命天子〉（英語：Destined Guy）是臺灣歌手羅志祥和蔡依林合唱的歌曲，收錄於羅志祥第三張錄音室專輯《催眠Show》。該歌曲由陳鎮川作詞、Ralph Chartwell、Jud Mahoney、Michael Nielsen及Allen Savory作曲、畢國勇製作。該歌曲於2005年9月28日由艾迴音樂以單曲形式發行。

## 創作
該歌曲風格新穎，節奏強勁，歌詞描述當代都市男女面對愛情時需勇敢表達情感，旋律朗朗上口，展現內心情感的起伏變化。羅志祥表示，因希望在音樂上有所突破，故邀請蔡依林共同演唱。他稱蔡依林情義深重，並回憶兩人曾共同經歷合約糾紛的艱難時期，約定若未來能成為天王天后，會互相支持。

## 音樂影片
MV由賴偉康執導，蔡依林參與出演。MV拍攝經費約新臺幣兩百萬元，為臺灣首部使用LED顯示板作為棚內背景的MV。

## 商業表現
該歌曲於2005年臺灣Hit FM年度百首單曲中排名第55名。

## 獎項
2006年8月6日，該歌曲獲得2006年新城國語力頒獎禮的新城國語力歌曲獎。

## 幕後人員
- 畢國勇—Rap編寫、和聲
- 羅志祥—和聲
- Jud Mahoney—和聲
- Allen Savory—和聲
- 陳文駿—錄音師
- 王俊傑—混音工程師

## 發行歷史
| 地區 | 日期          | 格式     | 經銷商   |
| ---- | ------------- | -------- | -------- |
| 臺灣 | 2005年9月28日 | 電台播放 | 艾迴音樂 |